# Albert Victor, Duke of Clarence and Avondale

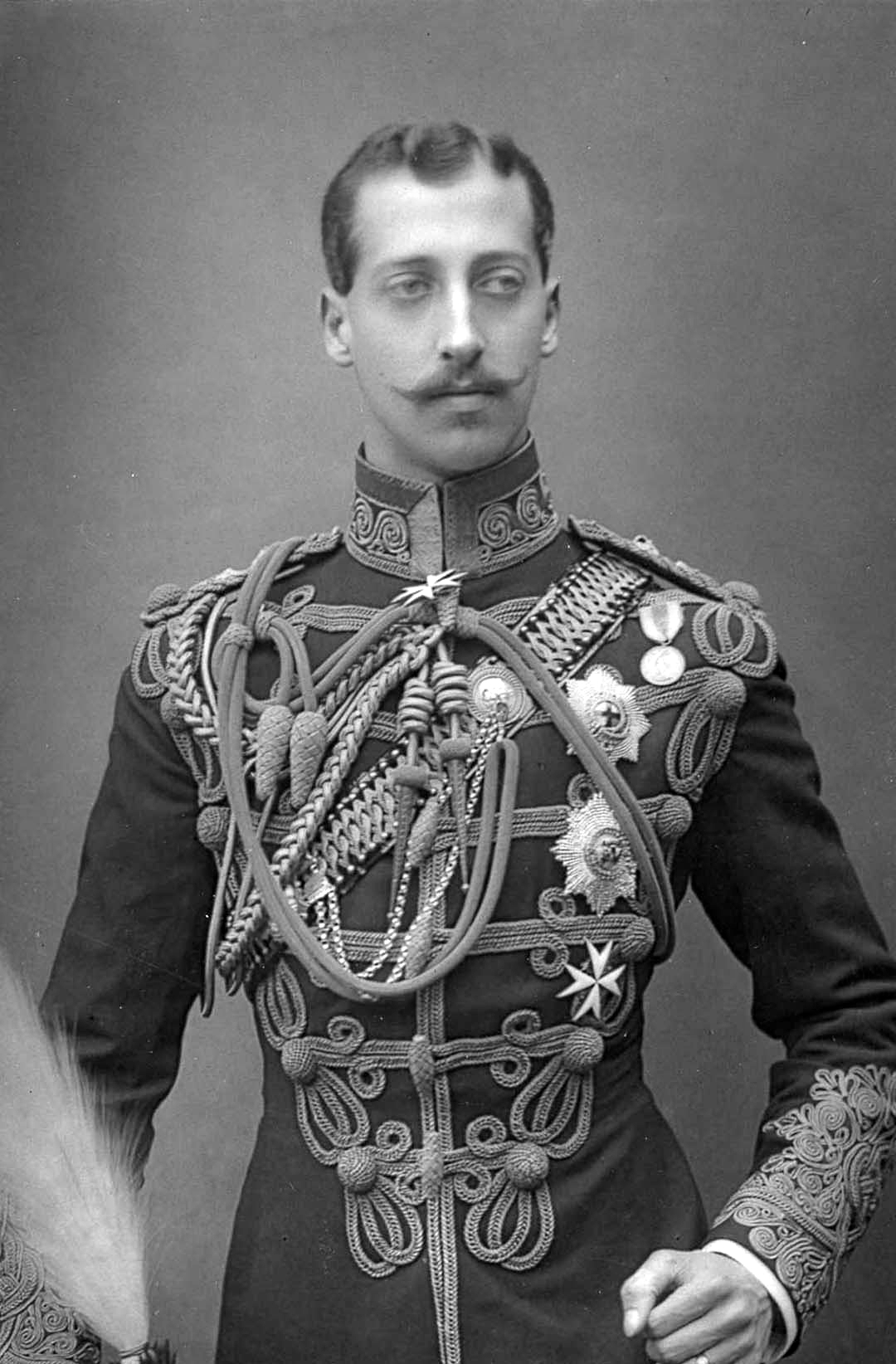
Prinz Albert Victor (1891)

HRH Prince Albert Victor Christian Edward, Duke of Clarence and Avondale (* 8. Januar 1864 in Frogmore House, Berkshire; † 14. Januar 1892 in Sandringham House, Norfolk) war ein Angehöriger des Hauses Sachsen-Coburg und Gotha. Er war der älteste Sohn des späteren, von 1901 bis 1910 amtierenden Königs Eduard VII. und stand während seines gesamten Lebens an zweiter Stelle der britischen Thronfolge. Er starb im Alter von 28 Jahren an einer Infektionskrankheit, wodurch sein jüngerer Bruder seine Position einnahm und nach dem Tod des Vaters als Georg V. den Thron bestieg.

## Leben
Prinz Albert Victor war der älteste Sohn von Albert Eduard, Prince of Wales, dem späteren Eduard VII. und dessen Ehefrau Prinzessin Alexandra von Dänemark. Seine Großmutter väterlicherseits war die damals regierende Monarchin des Britischen Weltreichs, Königin Victoria.

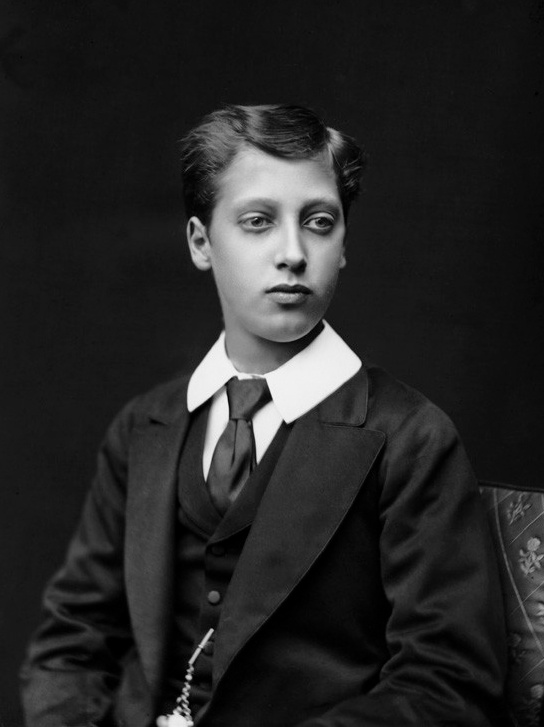
Albert Victor im Alter von zehn Jahren (1875)

Albert Victor kam zwei Monate zu früh zur Welt und wog bei seiner Geburt drei Pfund. „Eddy“, wie er im Familienkreis genannt wurde, entwickelte sich zu einem kränklichen, apathischen Jungen, der gemeinhin als zurückgeblieben, nervenschwach und gleichgültig beschrieben wurde. Seine Eltern legten seine Erziehung und die seines 17 Monate jüngeren Bruders Georg ab 1871 in die Hände von John Neale Dalton, der den beiden Prinzen einen strengen, von militärischem Drill und Disziplin geprägten Lehrplan verordnete. Albert Victors schulische Leistungen waren schwach und er machte nur langsam Fortschritte.
Zu weiteren Ausbildungszwecken dienten Albert Victor und Georg 1877 in der Royal Navy zunächst als Seekadetten in Dartmouth auf dem Schulschiff HMS Britannia. Danach unternahmen die beiden Prinzen von 1879 bis 1882 mit der HMS Bacchante eine Weltreise, während der er 1880 zum Midshipman befördert wurde. Sie bereisten das riesige British Empire (darunter die Falklandinseln, Ägypten, die Kapkolonie, Ceylon, Singapur, die Fidschi-Inseln und Australien) sowie Palästina, Griechenland, China und Japan. Nach ihrer Rückkehr wurden die Brüder 1883 voneinander getrennt, und Albert Victor, der voraussichtliche Thronerbe (Heir apparent), sollte am Trinity College in Cambridge auf seine kommenden Aufgaben vorbereitet werden. Er zeigte dort aber wenig Interesse an der intellektuellen Atmosphäre. In seiner Freizeit spielte er unter anderem Polo. 1884 studierte er einige Monate an der Universität Heidelberg, um sein Deutsch zu verbessern.
Albert Victor verließ 1885 Cambridge und diente ab 1886 als Lieutenant bei den 10th Royal Hussars in Aldershot, später in London-Hounslow, und stieg bis 1889 in den Rang eines Majors auf. Von nun an nahm er vermehrt offizielle Termine für das Königshaus wahr, etwa Besuche in Irland und Gibraltar oder die Eröffnung der Hammersmith Bridge in London. 1889/90 reiste er im Auftrag der Monarchie mehrere Monate durch Britisch-Indien. Am 24. Mai 1890 verlieh Königin Victoria ihm die erblichen Peerstitel Duke of Clarence and Avondale und Earl of Athlone.

## Lebensstil

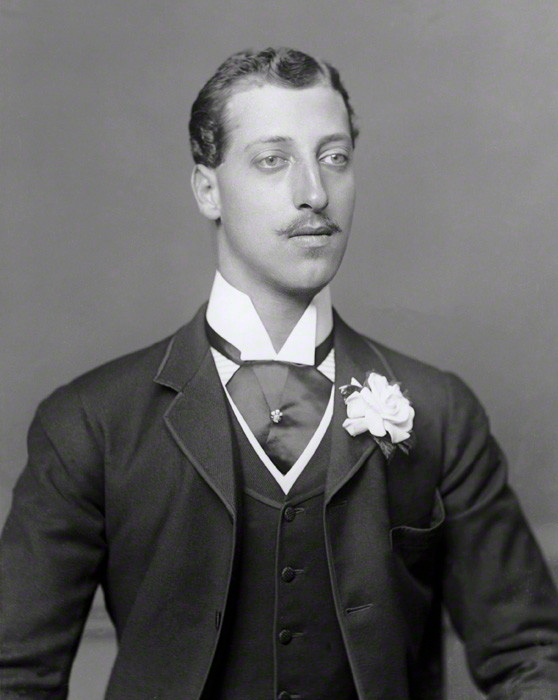
Prinz Albert Victor (um 1890)

Albert Victor hatte eine Neigung zum Alkohol, zum leichten Leben und zu Bordellbesuchen. Er kam bei Frauen gut an. Ihm wurden auch romantische Beziehungen zu Männern nachgesagt. 1889 soll er bei einer Polizeirazzia in einem illegalen Männerbordell als Freier erkannt worden sein (Cleveland-Street-Skandal). Zwei Jahre später war er Opfer einer Erpressung und zahlte zwei Prostituierten 200 Pfund Schweigegeld, um Briefe mit kompromittierendem Inhalt zurückzuerhalten, die er ihnen geschrieben hatte.
Albert Victor sah sich auf Betreiben seiner Großmutter, der Königin, Anfang der 1890er Jahre nach einer passenden Braut um. Prinzessin Hélène d’Orléans und seine Cousine Prinzessin Alix von Hessen-Darmstadt lehnten seine Anträge ab. Nach Vermittlung Königin Victorias verlobte er sich am 7. Dezember 1891 mit Prinzessin Maria von Teck. Der Hochzeitstermin wurde auf den Februar 1892 festgelegt.

## Krankheit und Tod
Ab 1890 verschlechterte sich Albert Victors gesundheitlicher Zustand und er litt oft unter Gichtanfällen. Gründe dafür waren möglicherweise Alkohol- und Tabakkonsum oder eine Geschlechtskrankheit.
Ende 1891 infizierte er sich bei der Teilnahme an einer Jagdgesellschaft in New York mit einem damals grassierenden Virus. Seine Erkrankung weitete sich zu einer Lungenentzündung aus. Am 12. Januar 1892 wurde er von Fieberanfällen geschüttelt und erkannte niemanden an seinem Krankenbett. Zwei Tage später starb er im Kreise enger Angehöriger im Alter von 28 Jahren auf Sandringham Estate, dem Landsitz seines Vaters. Da er keine Nachkommen hinterließ, erloschen seine Peerstitel mit seinem Tod. Er wurde in der St George’s Chapel auf Windsor Castle bestattet.
Prinz Georg, sein jüngerer Bruder, trat an Albert Victors Stelle als Thronfolger und bestieg im Mai 1910 als Georg V. den Thron. Georg heiratete 1893 auf Wunsch Königin Victorias die Verlobte seines älteren Bruders, Maria von Teck.

## Auszeichnungen, Orden und Ehrenzeichen

Prinz Albert Victors Wappen

- Knight Companion des Hosenbandordens (KG, 1883)
- Großkreuz des Ludewigs-Ordens (Großherzogtum Hessen, 1884)[2]
- Knight Companion des Order of Saint Patrick (KP, 1887)
- Personal Aide-de-camp to the Queen (ADC(P), 1887)
- Sub-Prior des Order of Saint John (1888)
- Ehrendoktorwürde (LL.D.) der Universität Cambridge
- Ehrendoktorwürde (LL.D.) der Universität Dublin
- Großkreuzritter des Ordens vom Niederländischen Löwen (Niederlande)
- Großkreuz des Turm- und Schwertordens (Portugal, 1885)
- Collane des Ordens Karls III. (Spanien, 1885)
- Osmanje-Orden 1. Klasse (Osmanisches Reich)
- Großkreuz des Stern von Rumänien (Rumänien)
- Ritter des Annunziaten-Orden (Italien, 1885)
- Großkreuz des Kaiserlichen Ordens vom Kreuz (Brasilien)
- Großkreuz des Herzoglich Sachsen-Ernestinischen Hausorden (Ernestinische Herzogtümer, 1883)
- Ritter des Elefanten-Ordens (Dänemark, 1883)
- Großkreuz des Leopoldsordens (Belgien, 1885)
- Ritter des Schwarzen Adlerordens (Preußen)
- Großkreuz des k.u. Sankt Stephans-Orden (Ungarn, 1887)
- Großkreuz des Hausorden vom Weißen Falken (Sachsen-Weimar-Eisenach, 1885)
- Ritter des Seraphinenorden (Schweden, 1885)

### Titel und Prädikat
- 1864 – 1890: His Royal Highness Prince Albert Victor of Wales
- 1890 – 1892: His Royal Highness Prince Albert Victor, The Duke of Clarence and Avondale

## Sonstiges
Albert Victor ist gelegentlich mit den Jack-the-Ripper-Morden in Verbindung gebracht worden. Zahlreiche Dokumente (zum Beispiel das Court Circular) belegen aber, dass er während der Tatzeiten nicht in London war.
In der Graphic Novel From Hell von Alan Moore und Eddie Campbell ist seine Beziehung zu einer Bürgerlichen der Auslöser der Ripper-Morde. In der Verfilmung wurde er von Mark Dexter gespielt.
In der britischen Miniserie Jack the Ripper – Das Ungeheuer von London von 1988 spielte Mark Culwick die Rolle des Albert Victor.